# BBVA Open Internacional de Valencia 2023
Il BBVA Open Internacional de Valencia 2023 è un torneo di tennis giocato sul terra rossa. È la 3ª edizione del torneo, facente parte della categoria WTA 125 nell'ambito del WTA Challenger Tour 2023. Si gioca al Valencia Tennis Club di Valencia in Spagna dal 12 al 18 giugno 2023.

## Partecipanti al singolare

### Teste di serie
| Nazionalità | Giocatrice        | Ranking* | Testa di serie |
| ----------- | ----------------- | -------- | -------------- |
| Egitto      | Mayar Sherif      | 54       | 1              |
| Austria     | Julia Grabher     | 61       | 2              |
| Italia      | Sara Errani       | 73       | 3              |
| Stati Uniti | Emma Navarro      | 75       | 4              |
| Ucraina     | Kateryna Baindl   | 83       | 5              |
| Ungheria    | Panna Udvardy     | 97       | 6              |
| Stati Uniti | Caroline Dolehide | 101      | 7              |
| Argentina   | Nadia Podoroska   | 103      | 8              |
| Ungheria    | Anna Bondár       | 104      | 9              |

* Ranking al 29 maggio 2023.

### Altre partecipanti
Le seguenti giocatrici hanno ricevuto una wildcard per il tabellone principale:
- Jéssica Bouzas Maneiro
- Esquiva Charo Bañuls
- Ángela Fita Boluda
- Mayar Sherif
- Rosa Vicens Mas

La seguente giocatrice è entrata in tabellone con lo special exempt:
- María Carlé

Le seguenti giocatrici sono passate dalle qualificazioni:
- Lea Bošković
- Elsa Jacquemot
- Ann Li
- Darja Semeņistaja

Le seguenti giocatrici sono state ripescate in tabellone come lucky loser:
- Dar'ja Astachova
- Alëna Fomina-Klotz
- Guiomar Maristany
- Daniela Seguel

### Ritiri
Prima del torneo
- Ėrika Andreeva → sostituita da  Rosa Vicens Mas
- Kateryna Baindl → sostituita da  Alëna Fomina-Klotz
- Clara Burel → sostituita da  Dar'ja Astachova
- Arantxa Rus → sostituita da  Daniela Seguel
- Emma Navarro → sostituita da  Guiomar Maristany

## Partecipanti al doppio

### Teste di serie
| Nazione | Giocatrice       | Nazione   | Giocatrice       | Ranking* | Testa di serie |
| ------- | ---------------- | --------- | ---------------- | -------- | -------------- |
| Spagna  | Aliona Bolsova   | Venezuela | Andrea Gámiz     | 152      | 1              |
|         | Angelina Gabueva |           | Irina Chromačëva | 183      | 2              |

* Ranking al 29 maggio 2023.

### Altre partecipanti
Le seguenti giocatrici hanno ricevuto una wild card per il tabellone principale:
- Esquiva Charo Bañuls /  Ángela Fita Boluda

## Campionesse

### Singolare
Mayar Sherif ha sconfitto in finale  Marina Bassols Ribera con il punteggio di 6–3, 6–3.

### Doppio
Aliona Bolsova /  Andrea Gámiz hanno sconfitto in finale  Angelina Gabueva /  Irina Chromačëva con il punteggio di 6–4, 4–6, [10–7].